# Bowness-on-Windermere
Bowness-on-Windermere è un paese di 3.814 abitanti della contea del Cumbria, in Inghilterra. Si trova nella parrocchia civile di Windermere ed è una popolare località turistica sul lago Windermere.